# Linia maritimă Onedin

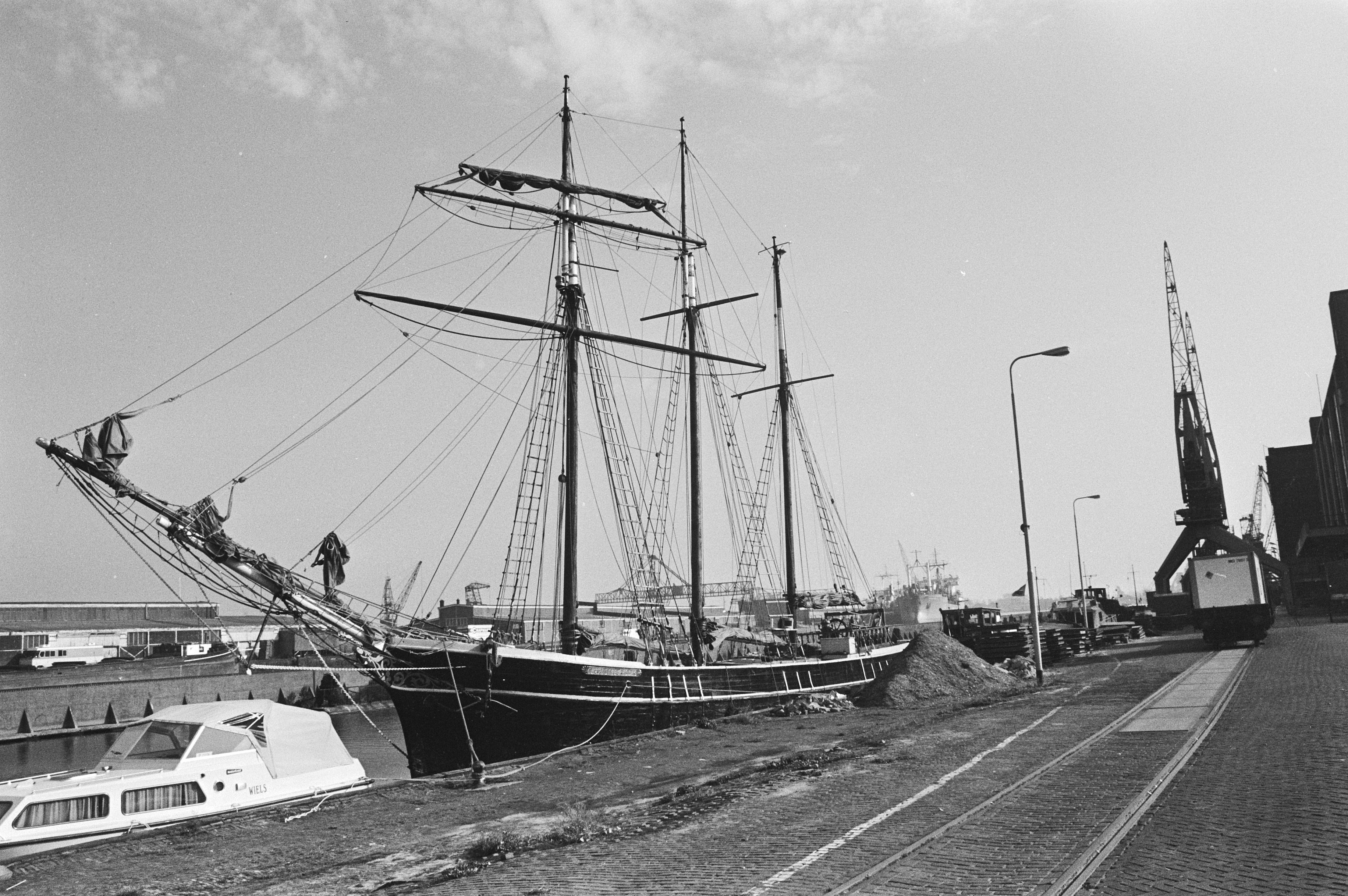
Goeleta Charlotte Rhodes (Amsterdam, oct. 1979)

Semnătura lui Peter Gilmore în Scînteia Tineretului din 9 decembrie 1978

Linia maritimă Onedin (titlul original: în engleză The Onedin Line) este un serial de televiziune britanic din anii 1970, compus din 91 episoade în 8 sezoane. Acesta descrie povestea lui James Onedin, căpitanul unei nave cu vele mai târziu devenit armator și a familiei sale în Anglia, la sfârșitul secolului al XIX-lea.
Ideea și romanul au fost furnizate de Cyril Abraham⁠(d), care anterior scrisese nuvele și schițe pentru diverse posturi de radio.

## Rezumat
Filmul spune povestea familiei căpitanului navei cu pânze James Onedin, care își înființează singur propria linie de navigație⁠(d) în condiții dificile. Povestea are loc în Anglia victoriană în a doua jumătate a secolului al XIX-lea și se întinde pe o perioadă de aproximativ 26 de ani.
Acțiunea începe în anul 1860 la Liverpool, când căpitanul James Onedin, în vârstă de 28 de ani înființează o nouă companie de transport maritim, căsătorindu-se cu o femeie cu doi ani mai în vârstă, Anne, fiica proprietarului goeletei Charlotte Rhodes pentru a putea realiza acest lucru. Sunt prezentate personajele principale și povestea. Narațiunea se desfășoară în jurul unor evenimente contemporane din punct de vedere istoric, cum ar fi un focar de filoxeră care afectează producția de vin portughez, făcând un scop de a încorpora evenimente reale în drama familială fictivă.
În jurul acestei teme centrale, viețile membrilor familiei sale se împletesc, în special cu fratele și partenerul său Robert și sora lor Elizabeth. Seria ilustrează, de asemenea, unele schimbări epocale în activitatea de transport maritim, precum trecerea în construcția de nave de la lemn la oțel și de la nave cu vele la nave cu aburi. Serialul arată, de asemenea, rolul pe care l-au jucat companiile maritime în afacerile de stat, cum ar fi politica internațională și comerțul cu sclavi⁠(d).

## Distribuție
- Peter Gilmore – căpitan James Onedin
- Anne Stallybrass – Anne Webster, prima soție a lui James
- Laura Hartong – Charlotte Onedin, fiica lui James și Anne Onedin
- James Hayter – capitaine Joshua Webster, tatăl Annei
- Kate Nelligan – Leonora Biddulph
- Jill Gascoine – Letty Gaunt căsătorită cu Onedin, a doua soție a lui James
- Howard Lang – William Baines, primul ofițer de punte pe corabia lui Onedin
- Jessica Benton – Elizabeth Onedin căsătorită Frazer, sora lui James
- Michael Billington – Daniel Fogarty la începutul seriei
- Tom Adams – Daniel Fogarty
- Philip Bond – Albert Frazer, soțul lui Elizabeth
- Mark Harrison – William Frazer, fiul Elizabethei și al lui Daniel Fogarty adoptat de Albert Frazer
- Warren Clarke – Josiah Beaumont, prietenul lui William Frazer
- Brian Rawlinson – Robert Onedin, fratele lui James
- James Garbutt – Robert Onedin, fratele lui James (un episod)
- Mary Webster – Sarah Onedin, soția lui Robert
- Christopher Douglas – Samuel Onedin, fiul lui Robert și Sarah
- John Phillips – Jack Frazer
- Edward Chapman – Thomas Callon
- James Warwick – Edmund Callon
- Ken Hutchison – Matt Harvey
- Roberta Iger – Margarita Onedin
- Jenny Twigge – Caroline Onedin
- Cyril Shaps – Braganza
- Hilda Braid – Miss Simmonds
- Robert James – Rowland Biddulph
- Sylvia Coleridge – Mrs Salt
- Sonia Dresdel – Lady Lazenby
- Stephanie Bidmead – Mrs Darling
- John Sharp – Percy Spendilow
- Keith Jayne – Tom Arnold
- Frederick Jaeger – Max van der Rheede
- Edward Judd – Manuel Ortega
- Elizabeth Chambers – Miss Gladstone
- Jack Watson –  Darling
- Paul Lavers – Francis Polter / David Teal
- Maurice Colbourne – Contele Marston
- Nicolette Roeg – Ada Gamble
- John Rapley – Dunwoody
- Heather Canning – Mrs Arkwright

## Muzică din film
Muzica pe fundalul genericului de deschidere ale serialului este un fragment din Adagio-ul lui Spartacus și Phrygia din baletul Spartacus de Aram Haciaturian. Muzica de fundal include de asemenea  fragmente din Simfonia nr. 2 „Londra” a lui Ralph Vaughan Williams, Simfonia nr. 5 și Fantezia pe o temă de Thomas Tallis, Tricornul de Manuel de Falla, Uvertura Fugal a lui Gustav Holst, Simfonia nr. 2 de Gustav Mahler, Simfonia nr. 1 de Dmitri Șostakovici și Tapiola, poem simfonic pentru orchestră de Jean Sibelius.
Pe parcursul serialului se aud din abundență muzică tradițională, inclusiv melodii populare și în special cântece marinărești.

## Nave
În serial se pot vedea următoarele nave de transport:
- Statsraad Lehmkuhl (genericul sezoanelor 1–5)
- Charlotte Rhodes
- Als
- Danmark
- Eagle
- Gorch Fock
- Christian Radich (genericul sezoanelor 6–8)
- Sagres
- Sir Winston Churchill
- Soren Larsen
- Marques
- Kathleen and May

## Lansare
Filmul Linia maritimă Onedin a avut premiera în Marea Britanie la postul de televiziune BBC One pe data de 15 octombrie 1971.
În România premiera serialului a avut loc la data de 21 august 1977 la postul de televiziune „TVR 1”.
Linia maritimă Onedin a avut un succes uriaș în România la sfârșitul anilor șaptezeci și începutul anilor optzeci, când a fost difuzată de televiziunea română. În cele din urmă transmisia a fost întreruptă (împreună cu alte emisiuni TV populare) în favoarea omniprezentei propagande de stat. La finele anului 1978 actorul titular din serial, Peter Gilmore împreună cu Geraint Morris unul din regizorii serialului, au fost invitați de Ministerul Turismului și a Trleviziunii române în studioul din care se face transmisia serialului, aceasta fiind un prilej de interviu realizat de Benone Neagoe pentru ziarul „Scînteia Tineretului”.

## Sezoane și episoade
| Sezon     | Episoade | Marea Britanie | TVR 1      |
| --------- | -------- | -------------- | ---------- |
| Sezonul 1 | 15       | 1971-1972      | 21.08.1977 |
| Sezonul 2 | 14       | 1972           |            |
| Sezonul 3 | 13       | 1973-1974      |            |
| Sezonul 4 | 10       | 1976           |            |
| Sezonul 5 | 10       | 1977           |            |
| Sezonul 6 | 10       | 1978           |            |
| Sezonul 7 | 10       | 1979           |            |
| Sezonul 8 | 9        | 1980           |            |